# Spermacoce remota
Spermacoce remota är en måreväxtart som beskrevs av Jean-Baptiste de Lamarck. Spermacoce remota ingår i släktet Spermacoce och familjen måreväxter. Inga underarter finns listade i Catalogue of Life.